# Martin Charbonneau
Pour les articles homonymes, voir Charbonneau.
 (novembre 2015).
Martin Charbonneau, connu sous le nom de The Oiseau (né le 4 novembre 1972, au Québec) est un auteur de livres-jeux. 
Plusieurs de ses œuvres amateures ont été primées au prix Yaztromo décerné par les contributeurs des forums Internet Rendez-vous au 1 et La Taverne des aventuriers.
Il est également le créateur du logiciel d'aide à la création de livres-jeux ADVELH.

### Romans
- Collection « Les enfants d'un autre ciel »
  - Martin Charbonneau, Le Feu de la vengeance, Varennes (Québec)/Escalquens, Ada, coll. « Les enfants d'un autre ciel » (no 1), 2010, 296 p., 17,5 × 10,5 cm (ISBN 978-2-89667-104-5)
  - Martin Charbonneau, Le Dieu de la foudre, Varennes (Québec)/Escalquens, Ada, coll. « Les enfants d'un autre ciel » (no 2), 2010, 282 p., 17,5 × 10,5 cm (ISBN 978-2-89667-119-9)
  - Martin Charbonneau, Les Légendes du paradis, Varennes (Québec)/Escalquens, Ada, coll. « Les enfants d'un autre ciel » (no 3), 2010, 320 p., 17,5 × 10,5 cm (ISBN 978-2-89667-251-6)
  - Martin Charbonneau, La Planète des ancêtres, Varennes (Québec)/Escalquens, Ada, coll. « Les enfants d'un autre ciel » (no 4), 2012, 320 p., 17,5 × 10,5 cm (ISBN 978-2-89667-494-7)

### Livres-jeux
Auteur publié
- Collection « Xhoromag »
  - Stéphan Bilodeau, Martin Charbonneau et Mylène Villeneuve, L'homme qui marchait, Varennes (Québec)/Escalquens, Ada, coll. « Le secret de l'univers » (no 1), 2008, 264 p., 17,5 × 10,5 cm (ISBN 978-2-89565-759-0)
  - Stéphan Bilodeau, Martin Charbonneau et Mylène Villeneuve, Les Êtres aux yeux bleus, Varennes (Québec)/Escalquens, Ada, coll. « Le secret de l'univers » (no 2), 2008, 360 p., 17,5 × 10,5 cm (ISBN 978-2-89565-760-6)
  - Stéphan Bilodeau, Martin Charbonneau et Mylène Villeneuve, La Dixième Éternité, Varennes (Québec)/Escalquens, Ada, coll. « Le secret de l'univers » (no 3), 2008, 152 p., 17,5 × 10,5 cm (ISBN 978-2-89565-859-7)
  - Stéphan Bilodeau, Martin Charbonneau et Mylène Villeneuve, Il fera nuit sur l'univers, Varennes (Québec)/Escalquens, Ada, coll. « Le secret de l'univers » (no 4), 2009, 256 p., 17,5 × 10,5 cm (ISBN 978-2-89565-762-0)
  - Stéphan Bilodeau, Martin Charbonneau et Mylène Villeneuve, L'Errant d'Iâh-Xor, Varennes (Québec)/Escalquens, Ada, coll. « Le secret de l'univers » (no 5), 2010, 336 p., 17,5 × 10,5 cm (ISBN 978-2-89565-763-7)
  - Stéphan Bilodeau, Martin Charbonneau et Mylène Villeneuve, Là où le soleil s'éteint, Varennes (Québec)/Escalquens, Ada, coll. « Le secret de l'univers » (no 6), 2010, 360 p., 17,5 × 10,5 cm (ISBN 978-2-89667-265-3)
- collection « À vous de jouer »
  - Stéphan Bilodeau et Martin Charbonneau, La Forêt noire, Ada, coll. « À vous de jouer » (no 1), 2007, 128 p., 17,5 × 10,5 cm (ISBN 978-2-89667-130-4)
  - Stéphan Bilodeau et Martin Charbonneau, Le Labyrinthe enchanté, Ada, coll. « À vous de jouer » (no 2), 2007, 104 p., 17,5 × 10,5 cm (ISBN 978-2-89565-646-3, lire en ligne)
  - Stéphan Bilodeau et Martin Charbonneau, Le Cimetière hanté, Varennes (Québec)/Escalquens, Ada, coll. « À vous de jouer » (no 3), 2007, 104 p., 17,5 × 10,5 cm (ISBN 978-2-89565-734-7)
  - Stéphan Bilodeau et Martin Charbonneau, La Sorcière d'Hanz, Varennes (Québec)/Escalquens, Ada, coll. « À vous de jouer » (no 4), 2008, 160 p., 17,5 × 10,5 cm (ISBN 978-2-89565-748-4)
  - Stéphan Bilodeau et Martin Charbonneau, L'Alchimiste fou, Varennes (Québec)/Escalquens, Ada, coll. « À vous de jouer » (no 5), 2008, 104 p., 17,5 × 10,5 cm (ISBN 978-2-89565-815-3)
  - Stéphan Bilodeau et Martin Charbonneau, Les Pharaons déments, Varennes (Québec)/Escalquens, Ada, coll. « À vous de jouer » (no 6), 2009, 104 p., 17,5 × 10,5 cm (ISBN 978-2-89565-836-8, lire en ligne)
  - Stéphan Bilodeau et Martin Charbonneau, Le Tournoi d'Hazila, Varennes (Québec)/Escalquens, Ada, coll. « À vous de jouer » (no 7), 2009, 176 p., 17,5 × 10,5 cm (ISBN 978-2-89565-905-1, lire en ligne)
  - Stéphan Bilodeau et Martin Charbonneau, Le Démon de glace, Varennes (Québec)/Escalquens, Ada, coll. « À vous de jouer » (no 8), 2010, 216 p., 17,5 × 10,5 cm (ISBN 978-2-89667-056-7)
  - Stéphan Bilodeau et Martin Charbonneau, Le Dragon des neiges, Varennes (Québec)/Escalquens, Ada, coll. « À vous de jouer » (no 9), 2011, 140 p., 17,5 × 10,5 cm (ISBN 978-2-89667-365-0)
- Collection « Neige d'Automne », dans l'univers de Loup Solitaire
  - Martin Charbonneau, Le Puits des ténèbres, t. 1, Megara Entertainment, coll. « Neige d'Automne », 2016, 292 p., 24,4 × 17 cm (présentation en ligne)
  - The Wildland Hunt (à paraître)
- Paix aux anges, 42 volumes
- Le Cercle sans commencement, 18 volumes
- Le Flot infini du temps, 9 volumes
- Les Passés les plus lointains, 9 volumes
- La Somme de toutes les vérités, 9 volumes
- La Légende de Xhoromag - Xune, 6 volumes
- La Venue du Froid sans Fin, 5 volumes
- Le Retour des Xhâ Nhiâs, 4 volumes
- Ceux qui Marchent à l’Ombre du Monde, 1 volume
- Le Tombeau de la Malédiction, 1 volume

Auteur amateur
- Retour au marais aux scorpions, 1 volume : co-auteur

Traducteur amateur
- L’Élu des Ténèbres, 7 volumes
- Les Combats Légendaires de Loup Solitaire, 2 volumes
- La Saga de Loup Solitaire, 2 volumes
- La Maison des horreurs, 1 volume
- Le Manoir aux maléfices, 1 volume
- La Trilogie de la Résurrection, tome 1 sur 3